# Rdza jęczmienia

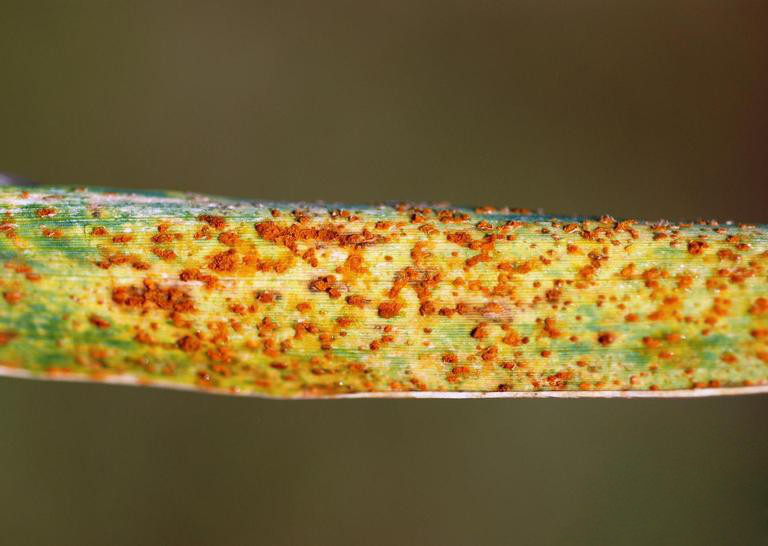
Uredinia na górnej stronie liścia jęczmienia

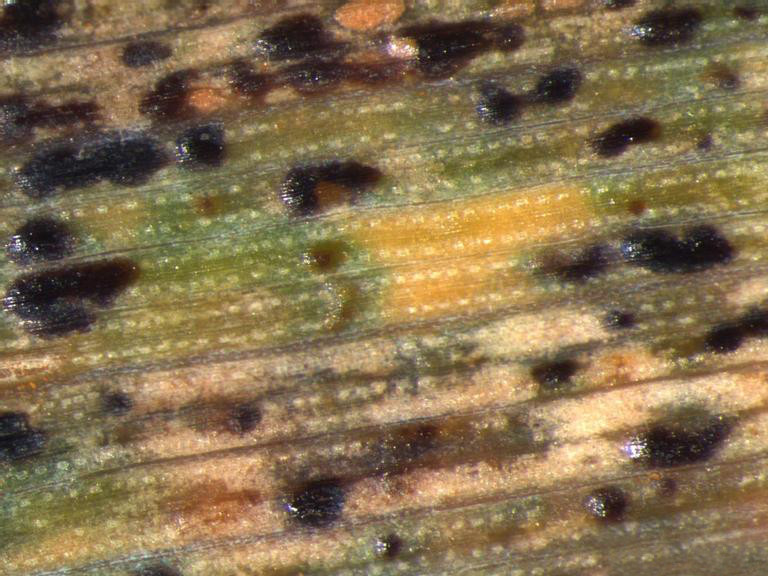
Telia na dolnej stronie liścia jęczmienia

Rdza jęczmienia, dawniej zwana także rdzą karłową jęczmienia lub rdzą karłową – grzybowa choroba jęczmienia wywołana przez Puccinia hordei. Zaliczana jest do grupy chorób zwanych rdzami.

## Występowanie i szkodliwość
Choroba jest rozprzestrzeniona we wszystkich rejonach świata, w których uprawia się jęczmień, szczególnie na obszarach o chłodniejszej pogodzie. Pojawia się zarówno na jęczmieniu jarym, jak i ozimym, w Polsce jednak rzadko występuje w dużym nasileniu. Powoduje obniżenie ogólnego plonu ziarna oraz pogorszenie jego jakości. Szczególnie szkodliwa jest dla jęczmienia jarego. Dla jęczmienia ozimego jest szkodliwa wówczas, gdy jej objawy pojawiają się już wczesną jesienią, zmniejsza się bowiem odporność porażonych roślin na przemarzanie. Nasilenie choroby wzrasta podczas suchej i ciepłej pogody.  

## Objawy
Pojawiają się przeważnie w lipcu w postaci brunatnych plamek o średnicy około 0,5 mm. Są to uredinia. Występują głównie na górnej stronie blaszki liściowej, ale czasami także na dolnej oraz na pochwach liściowych. W miarę, jak porażone liście stopniowo żółkną i zamierają, na ich dolnej stronie zaczynają się pojawiać podobne pod względem kształtu i wielkości, ale czarne telia. Dawna nazwa choroby pochodzi od drobnych rozmiarów urediniów i teliów. Przy dużym natężeniu choroby w końcowym okresie wegetacji jęczmienia objawy chorobowe mogą się pojawić także na źdźbłach, plewach i ościach. Na silnie porażonych roślinach występuje chloroza, a nawet nekroza.

## Epidemiologia
Puccinia hordei jest pasożytem dwudomowym, znaczy to, że jej rozwój odbywa się na dwóch różnych żywicielach. Jest też pasożytem obligatoryjnym, czyli może rozwijać się tylko na żywych organizmach i rdzą pełnocyklową – wytwarza wszystkie typowe dla rdzy rodzaje zarodników. Jej żywicielem pośrednim jest śniedek baldaszkowaty (Ornithogalium umbellatum), na którym wytwarza spermacja i ecjospory. W Polsce jednak jest głównie pasożytem jednodomowym, ograniczającym się do żywiciela telialnego, którym jest jęczmień. Stadia pośrednie na śniedku baldaszkowatym występują bardzo rzadko. Z tego też powodu zimowanie teliospor na resztkach pożniwnych nie odgrywa większej roli. Zasadnicze znaczenie dla przetrwania choroby ma zimowanie grzybni na jęczmieniu ozimym lub na innych wieloletnich  gatunkach roślin z rodzaju jęczmień. Ważną rolę w rozwoju grzybni odgrywają samosiewy, które pozwalają chorobie przetrwać okres między skoszeniem jęczmienia jarego, a wschodami jęczmienia ozimego.
Grzybnia Puccinia hordei może przetrwać zimę na resztkach pożniwnych, jeśli nie jest ona zbyt mroźna i jeśli występuje pokrywa śnieżna. Podczas ostrych zim ginie, ale zazwyczaj wówczas wymarza także jęczmień ozimy. W lecie przy wysokiej wilgotności i temperaturze 15–22 °C choroba rozwija się bardzo szybko. Już po 8 dniach od infekcji powstają nowe urediniospory dokonujące infekcji wtórnej. Silne porażenie plantacji jęczmienia następuje przy sprzyjającej grzybowi pogodzie – przy dłuższych okresach ładnej, ale nieupalnej pogody, i gdy rok wcześniej choroba występowała w dużym nasileniu.

## Ochrona
Ważną rolę odgrywa niszczenie samosiewów jęczmienia, na których patogen może przeczekać okres, gdy na polu nie ma jęczmienia. Ważne jest także unikanie sąsiedztwa upraw jęczmienia ozimego i jarego, gdyż zarodniki choroby mogą być przez wiatr przenoszone z jednej plantacji na drugą. 
Zlokalizowano już u jęczmienia 16 genów odporności na rdzę jęczmienia. Niektóre z nich (Rph 3,7 i 9) udało się wprowadzić do nowych odmian jęczmienia, dzięki temu wykazują one dużą odporność na tę chorobę. Odmiany te nie wymagają już specjalnych zabiegów zwalczających tę chorobę.
Opryskiwanie roślin fungicydami stosuje się dopiero wówczas, gdy porażenie przekroczy próg szkodliwości (w skali BBCH 21–28 od 10 do 15% liści z objawami, BBCH 30–39 10% roślin z objawami i BBCH 51–59 objawy porażenia na liściu flagowym lub podflagowym). Stosuje się fungicydy kontaktowe lub układowe.